# 祖毕祖里桥

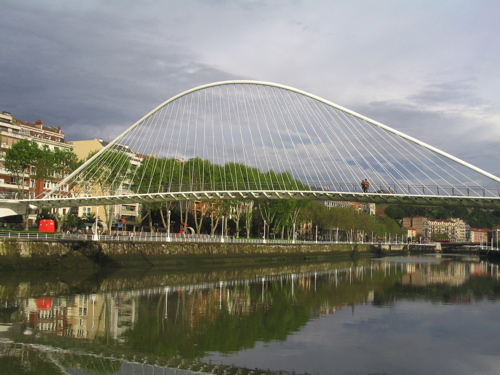

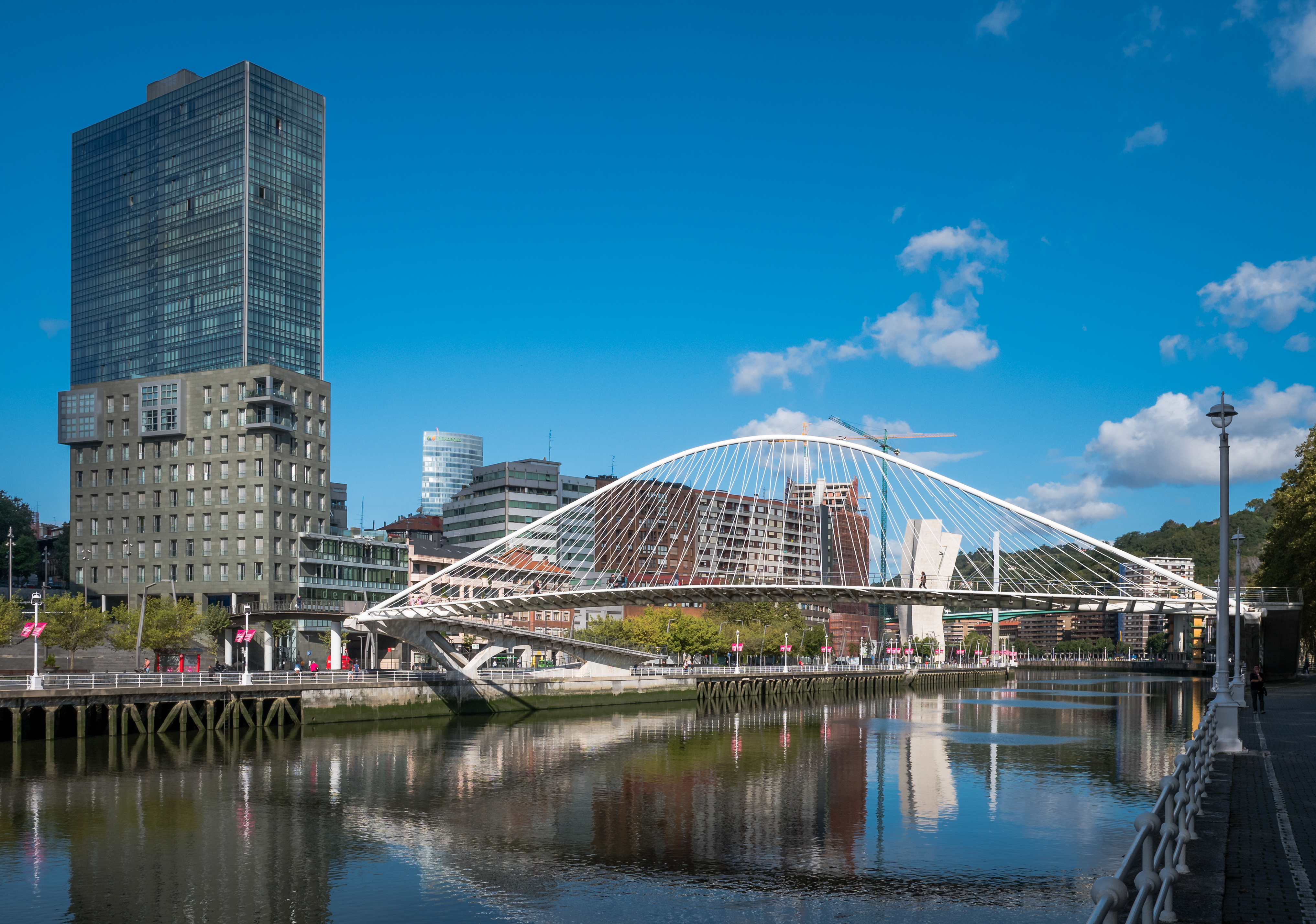

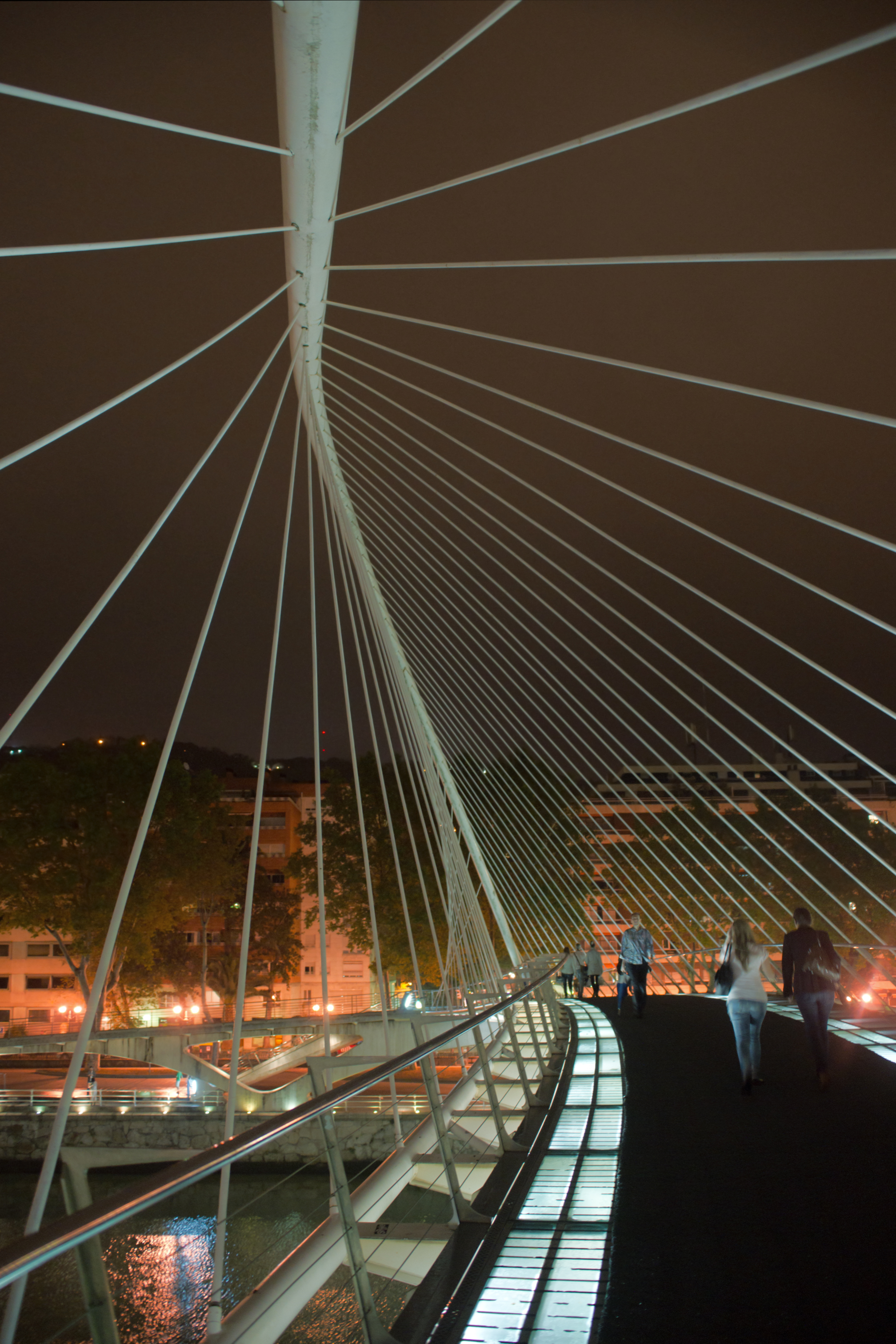

祖毕祖里桥（意为白桥），又名瓦伦丁广场桥（Puente del Campo Volantin），是西班牙毕尔巴鄂的一座悬索人行桥，横跨内维翁河。该桥由建筑师聖地牙哥·卡拉特拉瓦设计, 连接右岸的瓦伦丁广场（Campo Volantin）和左岸的“乌里比塔特”（Uribitarte）。
该桥于1997年开通，其独特的设计包括一条弯曲的走道，由高架拱的钢悬索支撑。桥梁结构漆成白色，半透明玻璃砖桥面。两岸设进出坡道和楼梯。 
祖毕祖里桥为行人提供了从酒店到附近毕尔巴鄂古根海姆博物馆的一条便捷路线。

## 评价
自开业以来，它一直被誉为新毕尔巴鄂的象征和旅游胜地。建筑教授亚历山大·佐尼斯写道：
"桥梁弯曲结构的智慧、活力和独创性，是对城市环境的平凡和缓慢衰落的挑战，邀来了希望的信息和更好条件的想象。"
然而，其他专业人士表示遗憾，如桥梁工程师马修·威尔斯（MatthewWells）
。这座桥也被指责不切实际：桥面上镶嵌着玻璃砖，在城市潮湿的气候下会变得很滑，因此在当地臭名昭著。

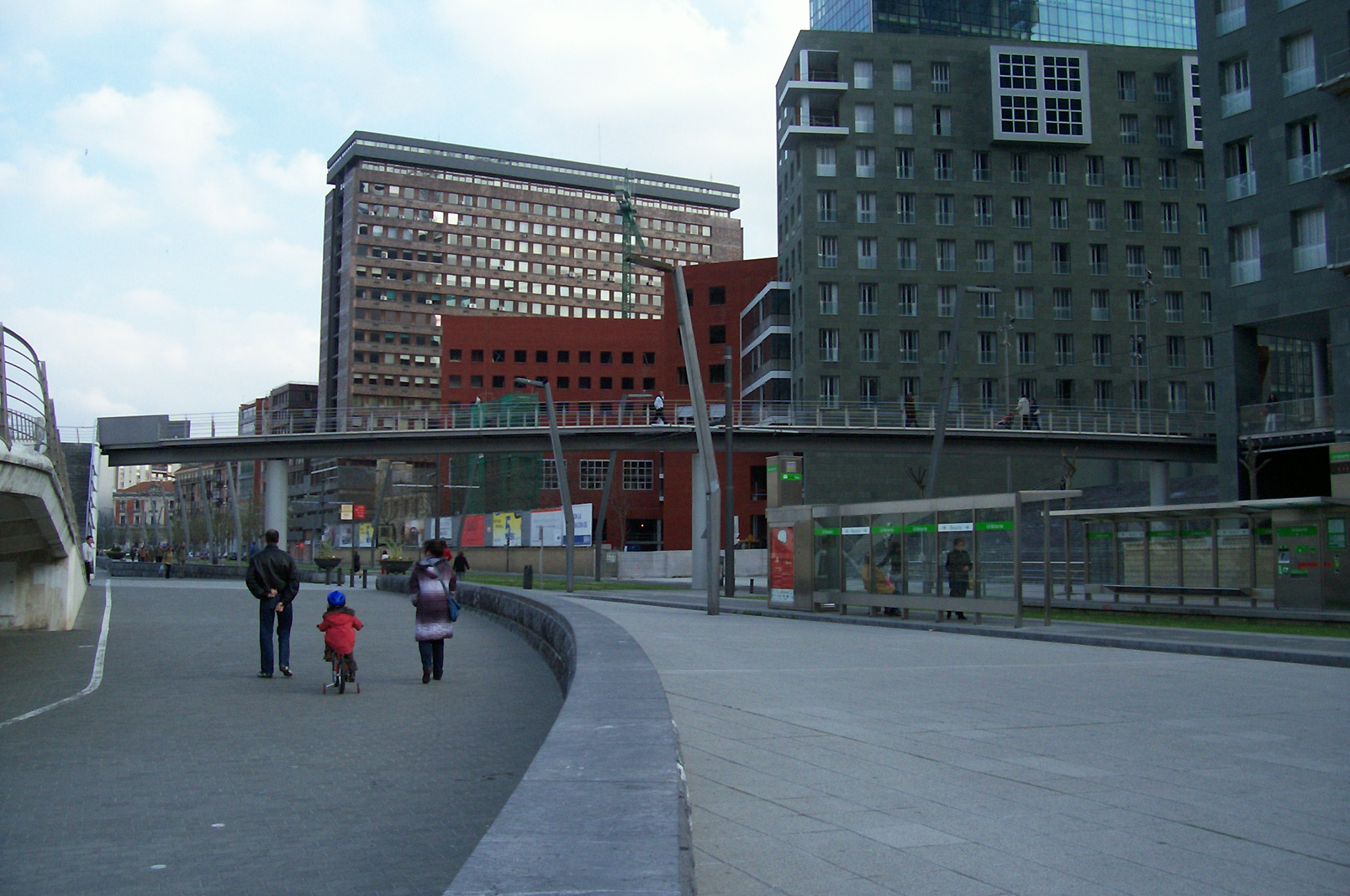

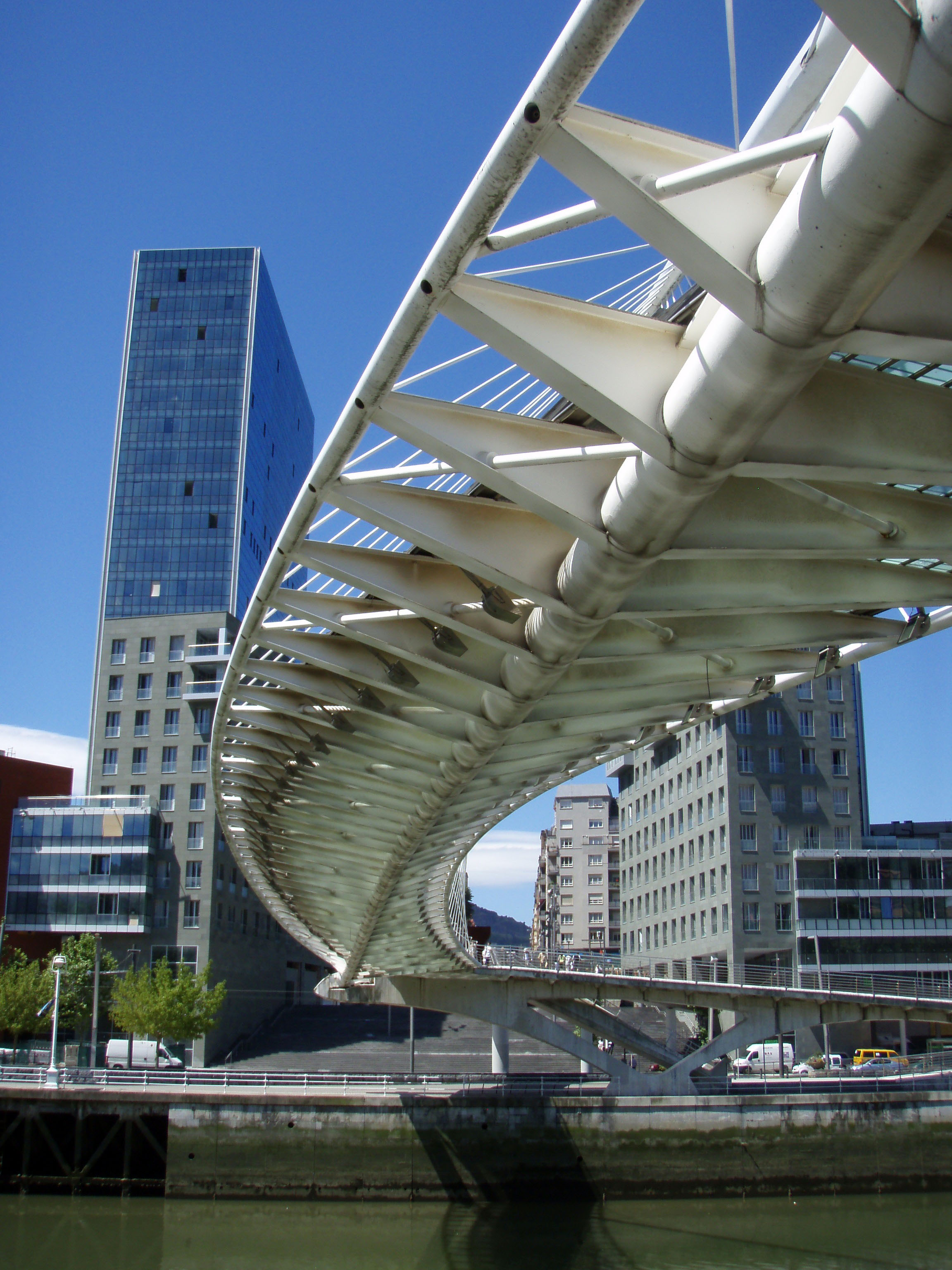